# Bitwa pod Nadżafem (2003)
Bitwa pod Nadżafem (2003) – jedna z pierwszych bitew stoczonych w trakcie II wojny w Zatoce Perskiej. Ciężkie walki rozegrały się w dniach 24 marca – 4 kwietnia 2003 w mieście Nadżaf, które leżało na drodze sił koalicji zmierzających na Bagdad.
W pierwszej fazie bitwy na przedmieściach oraz mostach walczyła amerykańska 1 Brigde Combat Team, w skład której wchodziły 3 Dywizja Piechoty, 7 Pułk Kawalerii oraz 1 Dywizja Pancerna. Kiedy Amerykanie zajęli mosty, przełamali linie obrony armii irackiej i wkroczyli do centrum, wówczas do walki przystąpiły 101 Dywizja Powietrznodesantowa oraz brytyjskie lotnictwo.
Od 20 marca 2003 amerykańskie wojska lądowe posuwały się na północ ku Bagdadowi. 23 marca oddziały Task Force Tarnawa zostały zatrzymane u bram Nasirijji przez wojska irackie, z kolei dzień później 3 Dywizja Piechoty zainicjowała atak na strategicznie ważne miasto Nadżaf. Z uwagi, że Nadżaf leży niedaleko rzeki Eufrat, pierwszorzędnym celem było zabezpieczenie tamtejszych mostów (północnego Al Kifl, akcja pod kryptonimem Jenkins; południowego Abu Sukhayr, akcja pod kryptonimem Floyd), tak by armia iracka nie mogła z nich korzystać. To samo miało zresztą miejsce w trakcie bitwy pod Nasirijją.

## Bitwa
Wieczorem 24 marca pułkownik Grimsley otrzymał rozkaz od generała brygady Lloyds Austina zajęcia mostu Al Kifl. Jednocześnie wywiad przekazał wojsku amerykańskiemu, że armia iracka podąża autostradą 9 z Al-Hilli do Nadżafu. Wtedy zdecydowano się na atak z powietrza. 32 śmigłowce AH-64 Apache zainicjowały atak w okolicach Nadżafu. Atak spowodował spore straty po stronie irackiej, ponieważ w pierwszym uderzeniu zginęło 50-70 Irakijczyków. Uważa się jednak, że iraccy obserwatorzy przewidzieli atak lotniczy Amerykanów, ponieważ w mieście odłączono sieć zasilania. Irakijczycy atakowali śmigłowce, trafiając je rakietami bądź granatami. Niektóre uszkodzone maszyny wracały do bazy, inne mimo mniejszych uszkodzeń walczyły dalej. Jeden śmigłowiec Apache trafiony pociskiem rakietowym spadł do bagna, po czym się zapalił. Pilot jednak uratował się z katastrofy, uciekając przed płomieniami. W sytuacji niewątpliwego powodzenia irackich sił pancernych dwie amerykańskie załogi śmigłowców, by odciągnąć uwagę wroga, poleciały w głąb rzeki. Tam zestrzelone zostały przez uzbrojonych cywilów. Załoga Amerykańskich pilotów Ronald Young Jr oraz David Williams została przekazana siłom irackim. Piloci zostali odbici z niewoli irackiej w połowie kwietnia 2003 w pobliskim Tikricie. Cywile dosyć chętnie walczyli z Amerykanami, ponieważ Saddam Husajn w trakcie inwazji Amerykanów powiedział, że każdy kto zestrzeli nieprzyjacielski samolot, otrzyma 100 mln dinarów (33 000 USD), kto weźmie do niewoli nieprzyjacielskiego żołnierza – 15 000 USD, a kto zabije żołnierza wroga – 7000 USD. Zestrzelenie śmigłowca przez cywilów wywołało wiele kontrowersji, gdyż tego typu śmigłowce były odporne na słaby ogień z ziemi. Eksperci twierdzą, że śmigłowce zostały zestrzelone wskutek usterek technicznych maszyn spowodowanych wcześniejszymi walkami.

### Akcja Jenkins

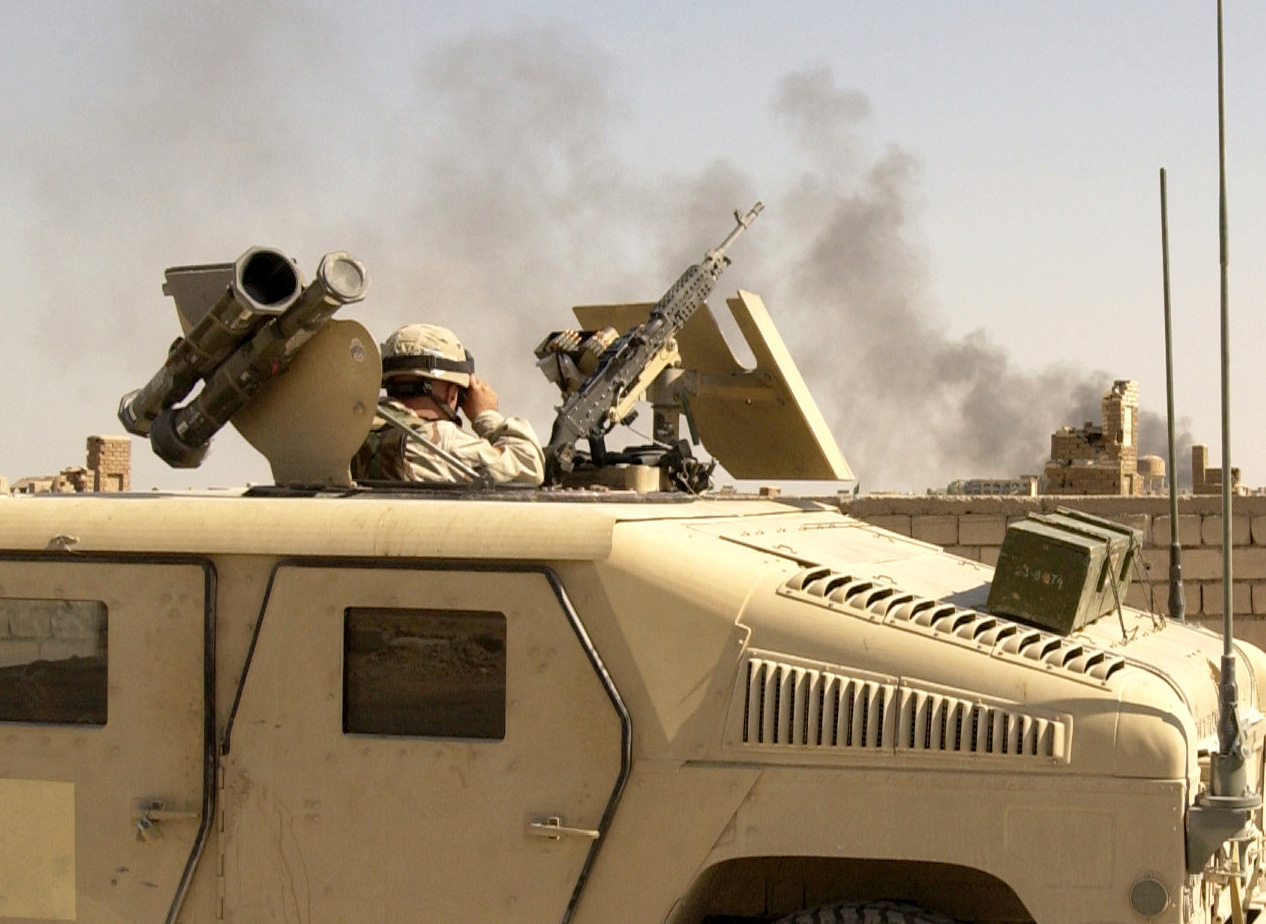
Amerykański żołnierz podczas bitwy w Nadżafie

Głównym celem akcji Jenkins było zdobycie mostu Al Kifl nad Eufratem. Akcją kierował pułkownik Grimsley dowódca 1 Brigade Combat Team. Armia Grimsleya dysponowała pojazdami opancerzonymi, jednostkami rozpoznawczymi oraz śmigłowcami. O godz. 2:00 25 marca rozpoczął się ostrzał mostu i znajdujących się na nim irackich sił paramilitarnych. Ciężkie boje trwały całą noc przy nieznacznej przewadze USA. Dlatego nad ranem płk. Grimsley wezwał dodatkowe wzmocnienia lotnicze. O godz. 8:00 siły z Bravo Company rozpoczęły bombardowanie drogi prowadzącej z Nadżafu na Al Kifl. Naloty miały na celu usunąć blokadę stworzoną przez Irakijczyków.
O 11:00 początek miało natarcie na most. W wyniku nalotów armia iracka stopniowo wycofywała się z mostu. Wtedy na Al Kifl wjechały trzy amerykańskie czołgi. W odpowiedzi Irakijczycy detonowali miny znajdujące się na moście, jednak nie przyniosło to oczekiwanego przez irackich saperów skutku, czyli uszkodzeń w szeregach armii pancernej USA, a za to konstrukcja mostu została lekko uszkodzona. Amerykanów kontrolujących most atakowano z granatników i ciężkiej broni, ale bezskutecznie. Do końca dnia nie udało się usunąć Amerykanów z mostu. Nieskuteczne ataki wznowiono 26 marca. W wyniku sukcesu akcji Jenkins północna część Nadżafu została odizolowana od wojsk Saddama Husajna.

### Akcja Floyd
O godz. 6:00 25 marca 3. batalion 7 Pułku Kawalerii zaatakował południowy most na rzece Eufrat. Walki toczyły się przy silnej burzy piaskowej, która ograniczała widoczność do 25 metrów. Powodowało to niedostateczną celność lotnictwa USA. Po niespełna pięciu godzinach walk o 10:43 Irakijczycy wycofali się z mostu na którym pełną kontrolę objęli Amerykanie. Po tym wydarzeniu 7 Pułk Kawalerii podzielił się na grupy A, B oraz C. Pierwsze dwa oddziały wyruszyły w stronę Nadżafu, natomiast grupa C pozostała na moście, by go kontrolować.
Gdy na moście liczba żołnierzy się zmniejszyła, amia iracka wznowiła ataki na zabezpieczającą most grupę C. Mimo burzy piaskowej do akcji włączył się bombowiec Rockwell B-1 Lancer, który zniszczył dwa irackie czołgi T-72 wykorzystując bomby naprowadzane przy pomocy GPS.
W tym czasie żołnierze B walczyli z wojskiem irackim w Nadżafie. W wyniku walk spłonęły dwa amerykańskie czołgi M1 Abrams. Załoga pojazdów gąsienicowych uratowała się. Wstępne raporty wskazywały, że czołgi zostały trafione pociskami przeciwczołgowymi 9M133 Kornet rosyjskiej produkcji. Nie było dostatecznych dowodów, że armia iracka dysponowała takimi pociskami, dlatego uważa się, że czołgi zostały ostrzelane z granatników RPG lub też w wyniku przypadkowego ostrzału własnych oddziałów w warunkach bardzo ograniczonej widzialności.
Oddział B do zapadnięcia zmroku położył kres irackim atakom.

### Okolice Nadżafu
W nocy 26 marca połączyły się 69 Dywizja Pancerna z 7 Pułkiem Kawalerii. Dzień później 7 Pułk Kawalerii wycofał się po niemal 120 godzinach ciągłej walki. W Nadżafie powtórzyła się sytuacja z Nasiriji, tzn. po osłabieniu armii irackiej do walk przystąpili Fedaini. Milicja rekrutowała cywilów do walk z Amerykanami, pod groźbą zabicia całych rodzin. Do bojówek wciągnięto 1200 mężczyzn. W walkach brali udział także bojownicy Partii Baas.
29 marca czterech amerykańskich żołnierzy z 3 Dywizji Piechoty zginęło w zamachu samobójczym. Tego samego dnia 101 Dywizja Powietrznodesantowa zaatakowała rozmieszczoną w Agricultural College armię iracką, znajdującą się w południowych partiach miasta. Z kolei piechota atakowała w Irakijczyków za pomocą artylerii oraz haubicy. Mimo czterogodzinnych walk konstrukcja budowli nie została uszkodzona.
1 kwietnia 1 Dywizja Lotnictwa zbombardowała piechotę iracką zmierzającą z Nadżafu w kierunku miasta Al-Hilla. Gdy Irakijczycy zaczęli uciekać, do akcji włączył się śmigłowiec Bell OH-58 Kiowa. Tego samego dnia 70 Dywizja Pancerna rozpoczęła tzw. Bieg Burzy, czyli przejazd czołgów amerykańskich przez całe miasto. Czołgi M1 Abrams napotkały jeszcze mały opór w niektórych częściach miasta, jednak akcja zakończyła się amerykańskim sukcesem. Dzień później 101 Dywizja Powietrznodesantowa dokonywała naloty na te części miasta, gdzie znajdowali się Fedaini. Do 4 kwietnia całe miasto było w rękach amerykańskich.

## Kalendarium bitwy
- 24 marca – szturm Nadżafu z powietrza;
- 25 marca godz. 2:00 – początek akcji Jankins;
- 25 marca godz. 6:00 – początek akcji Floyd;
- 25 marca godz. 8:30 – bombardowanie drogi prowadzącej do mot Al Kifl;
- 25 marca godz. 10:43 – zdobycie celu Jankins;
- 25 marca godz. 11:00 – ostrzał i zajęcie mostu Al Kifl;
- 25 marca południe – zamachy samobójcze na Al Kifl; walki w centrum miasta;
- 25 marca popołudnie – ciężkie walki w Nadżafie;
- 26 marca – połączenie sił amerykańskich biorących wcześniej udział w akcjach Jenkins oraz Floyd;
- 27 marca – wycofanie się z walk 7 Pułku Kawalerii;
- 27 marca – początek walk z Fedainami i rebeliantami Partii Baas;
- 29 marca – ginie czterech Amerykanów w zamachu terrorystycznym;
- 29 marca – szturm Agricultural College;
- 1 kwietnia – tzw. Rajd Burzy;
- 4 kwietnia – zajęcie miasta przez Amerykanów

## Amerykanie polegli w bitwie
W bitwie pod Nadżafem zginęło 4 Amerykanów z 3 Dywizji Piechoty w trakcie wybuchu samochodu-pułapki. Byli to:
- Michael Russell Creighton Weldon
- Kapral Michael Edward Curtin
- Diego Fernando Rincon
- Sierżant Eugene Williams